# نکستر
نکستر (انگلیسی: Nexter) شرکت صنایع جنگ‌افزاری فرانسوی است، که در سال ۱۹۷۳ تأسیس شد.